# Tullebølle
Tullebølle – miasto w Danii, w regionie Dania Południowa, w gminie Langeland.